# Levoncourt (Alto Reno)
Levoncourt é uma comuna francesa na região administrativa de Grande Leste, no departamento Alto Reno. Estende-se por uma área de 5,23 km². Em 2010 a comuna tinha 244 habitantes (densidade: 46,7 hab./km²).